# 모스크바 및 전 루스 총대주교
모스크바 및 전 루스 총대주교(Патриарх Московский и всея Руси, Patriarkh moskovskij i vseja Rusi), 모스크바 및 전러시아 총대주교 또는 모스크바 총대주교는 러시아 정교회의 수장인 모스크바 주교의 공식적인 직위명이다. 이 명칭 앞에는 종종 경칭 "성하"를 붙인다. 모스크바 교구의 교구장 주교로서 모스크바에 대해서만 직접적인 교회법적 권위를 가지고 있지만, 총대주교는 러시아 정교회 헌장 내에서 그리고 그 헌장에 따라 교회 전체에 걸쳐 많은 행정 권한을 가지고 있다.
총대주교좌는 1589년 모스크바에 설립 되었는데, 초대 총대주교는 이오프였다. 총대주교좌는 1721년 표트르 대제에 의하여 폐지되었는데 1917년 10월 28일(그레고리우스력으로 11월 10일)에 전 러시아 지방 의회의 결의에 따라 복구되었다. 2022년 2월 현재 재임 중인 키릴 총대주교는 2009년 2월 1일에 이 직위에 올랐다.

## 어원
"모스크바와 전 루스의 총대주교"의 다른 표현으로는, "모스크바와 모든 대러시아, 소러시아, 및 백러시아의 총대주교 "등이 사용되어왔다. 현대의 형식인 "모스크바 및 전 루스의 총대주교"는 1589년(관제가 총대주교로 승격되었을 때)부터 1721년(표트르 대제에 의해 폐지되었을 때)까지 처음으로 사용되었다. 현재판의 칭호는 1917년부터 1925년 소련 당국에 의해 중단될 때까지, 및 1943년 세르지오 관구장(Metropolitan Sergius)이 선출된 이후로 복원되어 사용되고 있다.

## 역사

### 표트르 1세의 교회 개혁
1700년 총대주교 하드리아누스(Adrian)가 사망하자 표트르 1세는 새로운 총대주교 선출을 허용하지 않았다. 20년 후 그는 신학 대학을 설립했고 곧 신성통치종무원(Holy Synod)으로 이름을 바꾸었다. 이 대학은 공공 기관으로서 1721년부터 1917년까지 교회 총회의 행정 역할을 했다. 황제(1917년 3월 2일까지)는 "총회의 최고 재판관"이었다. 그 후의 기간에 러시아 교회 당국의 종무원은 공공 행정기관으로 간주되었다.

### 복원
러시아 정교회 총대주교좌는 1917년 10월 28일(11월 11일) 전 러시아 지방 공의회의 결정에 의해 복원되었다. 복원 후 선출된 첫 번째 총대주교는 모스크바 관구장(Metropolitan of Moscow)인  총대주교 티혼(Tikhon)이었다.

## 선출
2000년에 채택된 러시아 정교회 헌장에 따르면, 총대주교는 종신직이며, 해임된 총대주교를 재판할 권리와 그의 퇴직 문제는 주교 평의회(Council of Bishops)에 속한다.
임기 사이에 러시아 정교회 신성종무원(Holy Synod)은 총대주교 성좌의 영구 구성원 중에서 의장을 선출한다. "총대주교의 성좌가 공직이 되면 늦어도 6개월 이내에 지역 협의회의 신성종무원(Holy Synod)이 소집되어 신임 '모스크바 및 전 루스의 총대주교'를 선출하여야 한다."
총대주교의 후보자는 러시아 정교회의 주교로 40세 이상이어야 하며 "고등 신학 교육과 교구 행정의 전문성"을 가지고 있어야 한다.
헌장의 총대주교 선출 절차는 상세하지 않아 "대리인이 신성종무원(Holy Synod) 선출 절차를 수립한다"로만 규정되어 있다. 2011년, '공의회 상임 간부회의'(Presidium of the Inter-Council Presence)에서는 "모스크바 총대주교 선출을 위한 절차 및 기준" 문서 초안을 검토하고 이를 교구에 보내 논평을 하고 토론을 발표하기로 결정했다. 20세기에 총대주교 티콘 관구장(Metropolitan Tikhon)은 지방 평의회(Local Council) 후보자를 위해 사전 승인된 3명 중에서 추첨으로 선출되었다. 러시아 정교회의 업무에 대한 엄격한 국가 통제 하에, 세르기우스 1세, 알렉세이 1세 및 피멘 1세(Pimen I)은 정부 승인 하에서 경쟁 없는 공개 투표로 선출되었다.
알렉세이 2세는 1990년 총주교회(Council of Bishops)에서 사전에 승인한 세 명의 후보자가 참석한 1차 비밀투표에서 지방 평의회(Local Council)에 선출되었고(지방 평의회가 새 후보자 목록에 추가할 권리가 있었음), 1차 투표에서 가장 많은 표를 얻은 두 명의 후보자가 참석한 2차 투표에서 선출되었다
키릴 1세는 2009년 1월 27일 러시아 정교회(ROC) 지방 평의회(2009 Pomestny Sobor)에 의해 700표 중 508표를 얻어 '모스크바 및 전 루스의 총대주교' 및 '러시아 정교회의 수장(Primate)'으로 선출되었다. 그는 2009년 2월 1일에 즉위했다. 총대주교는 선거 며칠 후 열리는 특별 즉위식에서 위엄을 드러내었다.

## 같이 보기
- 모스크바 관구장과 총대주교 목록